# Плакат
Плакат је саопштење за јавност великог формата, најчешће на папиру, које се у већини случајева састоји од слова и слике и које се истиче на јавном месту у циљу рекламе или се лепи на стубовима за плакате да би се најавиле приредбе или неке мере које ће се предузети затим да би се пропагирале политичке поруке, рекламирала роба или услуге итд. Штампа се само са једне стране папира.
Плакати су због тога обликовани упадљиво и користе типографију и сликовни материјал тако да жељени исказ буде уочљив јасно и разговетно. Плакату је сличан постер који се међутим користи у већини случајева у приватној сфери као декорација. 
Као медијум широког деловања развој плаката је тесно повезан са настанком различитих поступака штампарске технике. Тако су први плакати са сликама слично лецима и монотипијама настали при крају 15. века када су на располагању стајали дрворез и штампање књига као расположиве технике умножавања. До 19. века био је преовлађујући писани плакат који је једино типографским средствима као што су писана слова, подвлачење, размакнута, подебљана слова и слично. И данас су плакати који користе само слова уобичајени и ефектни. Али проналаском литографије крајем 18. века створен је поступак којим су слике могле једноставно да се интегришу тако да се све више ширио плакат са сликом.
Пракса да уметници и примењени графичари обликују плакат започела је међутим тек 1860-их година када је у Паризу Жил Шере почео да користи литографију у обликовању плаката и правио декоративне рекламне плакате на пример за оперете у великим тиражима. Од 1866. производио је отиске у три боје. Нарочито се сликар и графичар Анри де Тулуз-Лотрек истицао у времену које је уследило креацијама које је стварао за тачке у Мулен ружу као и за појединачне извођаче и играчице. Они су веома блиски његовим чисто уметничким радовима тако да се код њега назире осамостаљење плаката као самосталне уметничке форме. Његове композиције начињене уз помоћ више плоча, показују линеарно третиране фигуре које често замашним покретима заузимају читав формат слике и хармонично се повезују са уметнутим словима. 
Поред Француске где су као значајни уметници плаката деловали и Феликс Валантон, Пјер Бонар и Чех Алфонс Муха била је и енглеска још при крају 19. века центар стварања плаката о чему сведоче остварења на пример Обри Бирдслија. Посебно је у епохи југендстила уметнички плакат у целој Европи доживљавао велики процват: тако су на пример Фернан Кнопф, Хенри ван де Велде, Густав Климт или Франц фон Штук претакали свој индивидуални стил у плакате који су касније постали омиљени међу колекционарима и излагани су на посебним изложбама плаката. Популарност јапанских дрвореза подстакла је плошно наглашени стил са линеарним контурама који је био најпогоднији за плакатно дефинисање слике. 
У Немачкој је још пре Првог светског рата Луцијан Бернхард створио такозвани предметни плакат који је рекламирани предмет који је рекламирани предмет изоловао и показивао га у тесној вези са именом фирме. Та тенденција ка редуковању н битне информативне аспекте може се констатовати и у рекламном обликовању Петера Беренса за фирму АЕГ где је плакат за нпр сијалицу био презентован реалистично и објективно чиме је потискиван декоративно естетички аспект. У Минхену је Лудвиг Холвај био стваралац значајних реалистичних плаката. Овај олик плаката очишћен од емоција развијан је касније на Баухаусу. 
У 20. веку различити стилови и струјања одразили су се и на обликовање плаката. А. М Касандр уносио је на пример кубистичке елементе у плакате док су Херберт Бајер и Ласло Мохољ-Нађ али и многи руски уметници Ел Лисицки или Александар Родченко често користили фотомонтажу. Политички ангажовани уметници као што су Кете Колвиц, Георг Грос или Џон Хартфилд употребљавали су плакат пре свега у пропагандно-политичке сврхе. 
После Другог светског рата литографију као технику штампања у великој мери је заменио поступак офсетне штампе чиме су се отвориле могућности за већи спектар боја и финије нијансирање. Значајни креатори у овој области били су Макс Бил, Рихард Паул Лозе и Пјер Мендел. Повремено се плакати израђују и у техници сито штампе.